# Franz Wilhelm Junghuhn

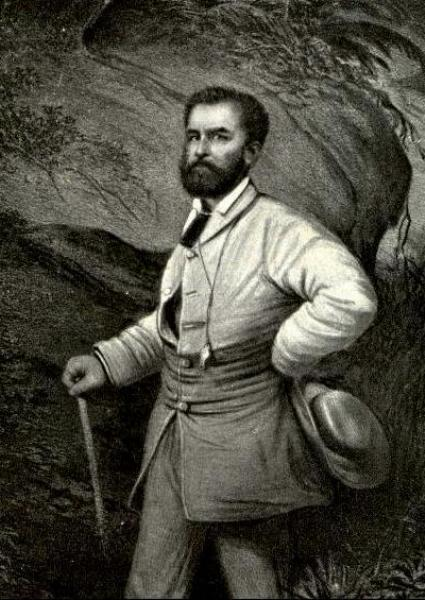
Franz Wilhelm Junghuhn

Franz Wilhelm Junghuhn, född 26 oktober 1809 i Mansfeld, död 24 april 1864 i Lembang på västra Java, var en tysk forskningsresande och naturforskare.
Junghuhn hade fört ett stormigt och omväxlande ungdomsliv, då han 1835 fick tillfälle att som militärläkare medfölja en holländsk expedition till Java. Såväl där som under en tvåårig förflyttning till Sumatra (1840-1842) gjorde han betydelsefulla undersökningar av naturförhållandena och etnografiska iakttagelser. Åren 1846–1848 var han anställd som regeringens geolog. Efter en sexårig permission, 1849–1855, på grund av försvagad hälsa återvände han till Java, där han fick ledningen av den kort förut införda kinaodlingen.
Resultaten av sin forskning nedlade Junghuhn i de två monumentala verken Die Battaländer auf Sumatra (nederländsk originalupplaga och tysk översättning, 1847) och Java, seine Gestalt, Pflanzendecke und innere Bauart (1850–1854), vilka länge var huvudkällorna för kunskapen om dessa länder, samt flera mindre arbeten, av vilka Licht- en schaduwbeelden uit de binnenlanden van Java (fjärde upplagan 1866) är intressant i kulturpolitiskt hänseende. Hans högst rikhaltiga naturvetenskapliga samlingar bearbetades av flera fackmän och bekantgjordes i det botaniska verket Plantæ Junghuhnianæ (1851 ff.).
Auktorsnamnet Jungh. kan användas för Franz Wilhelm Junghuhn i samband med ett vetenskapligt namn inom botaniken; se Wikipediaartiklar som länkar till auktorsnamnet.